# Баллистический нож

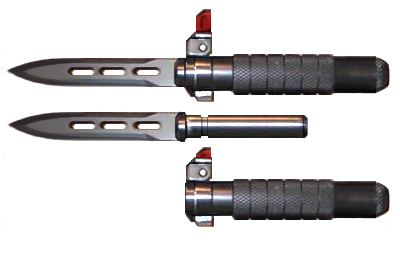
Баллистический нож

Баллистический нож — нож с отделяемым клинком, который вставляется в рукоятку и под действием газа (или пружины) вылетает из неё на скорости более 60 км/ч.

## Использование
В США баллистические ножи появились в начале 1980-х гг.. Эти ножи проектировались как бесшумное оружие. Их можно использовать как обычные, не вынимая клинок из рукоятки или как метательные. Для метания ножа надо потянуть за рычажок и нажать на кнопку (возможны и иные варианты в зависимости от конструкции конкретного ножа). Пружина внутри него способна метнуть клинок на 6 метров при скорости в 60 км/ч (~16 м/с).

## Преимущества
Преимущество данного вида ножа в том, что его можно применять на расстоянии, причём с силой, более мощной, чем просто удар или бросок ножа, однако, после выстреливания клинка устройство становилось бесполезным, поэтому необходимо иметь в запасе не меньше двух ножей. Лезвие баллистического ножа при выстреле может углубиться в деревянную доску на 35—40 мм, этого более чем достаточно для того, чтобы лезвие клинка достало до жизненно важных органов человека.

## Недостатки
Как и любой другой механизм, использующий силу сжатой пружины, баллистические ножи нельзя долго держать во взведённом положении из-за остаточной деформации пружины вследствие длительного сжатия. Баллистические ножи небезопасны в обращении и имеют малую дистанцию эффективного применения. Ввиду малых зазоров между подвижными частями ножа, обеспечивающих какую-либо приемлемую точность стрельбы, оружие чувствительно к загрязнению и коррозии.

## Боевое применение
На данный момент баллистические ножи не применяются ни в одном из спецподразделений мира ввиду полной обеспеченности последних огнестрельным оружием, оснащённым приборами бесшумной стрельбы. Баллистические ножи запрещены в США с 1986 года, после того как Конгресс утвердил соответствующий законодательный акт.